# Miquel Carreras i Bagaria
Miquel Carreras Bagaria (Barcelona, 1 de maig de 1922 — Barcelona, 22 de gener de 1997) fou un jugador i entrenador de basquetbol català. Va formar-se al Société Patrie juntament amb el seu germà Pere. Després de la fi de la guerra civil i la prohibició del club per les autoritats franquistes, va fitxar pel RCD Espanyol amb el qual va guanyar la Copa d'Espanya de 1941. Al final d'aquella temporada, va fitxar pel FC Barcelona aconseguint set Campionats de Catalunya i cinc Copes d'Espanya. Fou internacional amb la selecció catalana en dotze ocasions i amb l'espanyola en quatre. Després de la seva retirada, va exercir com a entrenador en diversos equips catalans, com el Club Esportiu Laietà, Club Esportiu Hispano Francès i Club Bàsquet Sant Josep de Badalona, entre d'altres. Fou considerat històric del bàsquet català l'any 1998.

## Palmarès
- 7 Campionat de Catalunya de bàsquet masculí: 1942, 1943, 1945, 1946, 1947, 1948, 1950
- 7 Copa espanyola de bàsquet masculina: 1941, 1943, 1945, 1946, 1947, 1949, 1950